# John-Bates-Clark-Medaille
Die John-Bates-Clark-Medaille (englisch John Bates Clark Medal) ist eine Auszeichnung der American Economic Association (AEA). Sie ist benannt nach einem der Mitgründer der AEA, dem amerikanischen Ökonomen John Bates Clark (1847–1938).

## Vergabekriterien
Verliehen wird die Medaille an den „amerikanischen Ökonom unter vierzig Jahren, der einen signifikanten Beitrag zum ökonomischen Denken und Wissen“ geleistet hat. „Amerikanisch“ bezieht sich dabei auf den Ort des Schaffens, nicht auf die Nationalität; so gewann 2010 die am Massachusetts Institute of Technology lehrende Französin Esther Duflo. Die zeitgleich eingeführte Francis-A.-Walker-Medaille hatte nicht diese Altersbeschränkung inne.
Bis 2009 fanden die Verleihungen alle zwei Jahre statt. Seit 2010 wird die Medaille jährlich vergeben.

## Bedeutung
Die Medaille ist neben dem Wirtschaftsnobelpreis eine der prestigeträchtigsten Auszeichnungen im Bereich der Wirtschaftswissenschaften. Vergleichbare europäische Auszeichnungen sind der Yrjö-Jahnsson-Preis, der Internationale Calvó-Armengol-Preis und der Germán-Bernácer-Preis. Im deutschsprachigen Raum vergibt der Verein für Socialpolitik den Gossen-Preis.

## Liste der Preisträger
(Jahreszahlen in Klammern geben an, wann die entsprechende Person den Nobelpreis verliehen bekam)
- 1947 Paul A. Samuelson (1970)
- 1949 Kenneth Ewart Boulding
- 1951 Milton Friedman (1976)
- 1953 nicht verliehen
- 1955 James Tobin (1981)
- 1957 Kenneth Arrow (1972)
- 1959 Lawrence Klein (1980)
- 1961 Robert Merton Solow (1987)
- 1963 Hendrik Houthakker
- 1965 Zvi Griliches
- 1967 Gary S. Becker (1992)
- 1969 Marc Nerlove
- 1971 Dale Jorgenson
- 1973 Franklin M. Fisher
- 1975 Daniel McFadden (2000)
- 1977 Martin S. Feldstein
- 1979 Joseph E. Stiglitz (2001)
- 1981 Michael Spence (2001)
- 1983 James Heckman (2000)
- 1985 Jerry Hausman
- 1987 Sanford J. Grossman
- 1989 David M. Kreps
- 1991 Paul Krugman (2008)
- 1993 Lawrence Summers
- 1995 David Card (2021)
- 1997 Kevin M. Murphy
- 1999 Andrei Shleifer
- 2001 Matthew Rabin
- 2003 Steven Levitt
- 2005 Daron Acemoğlu (2024)
- 2007 Susan Athey
- 2009 Emmanuel Saez
- 2010 Esther Duflo (2019)
- 2011 Jonathan Levin
- 2012 Amy Finkelstein
- 2013 Raj Chetty
- 2014 Matthew Gentzkow
- 2015 Roland Fryer
- 2016 Yuliy Sannikov
- 2017 Dave Donaldson
- 2018 Parag Pathak
- 2019 Emi Nakamura
- 2020 Melissa Dell
- 2021 Isaiah Andrews
- 2022 Oleg Itskhoki
- 2023 Gabriel Zucman
- 2024 Philipp Strack
- 2025 Stefanie Stantcheva